# AFK Atlantic Lázně Bohdaneč
AFK Atlantic Lázně Bohdaneč ili AFK Lázně Bohdaneč bio je češki nogometni klub iz grada Lázně Bohdaneč osnovan 1918. godine. Najveći uspjeh kluba bilo je prisustvovanje u Prvoj češkoj nogometnoj ligi u sezoni 1997./98., nakon što je klub postao prvak Češke druge lige za sezonu 1996./97.
Budući da je pobijedio u dvije od trideset utakmica Prve lige, klub je ponovno degradiran u Drugu ligu.
Tijekom 1999. godine, u utakmici protiv Prostějova, vlasnik kluba Jiří Novák naredio je svojim igračima da u 43. minuti utakmice napuste teren. Kao razlog napuštanja, Novak je naveo napravilnosti u suđenju suca  Michala Patáka. Prema riječima glasnogovornika Češkog nogometnog saveza to je bio prvi slučaj u kojemu se igrači napustili teren u povijesti Druge češke nogometne lige. Zbog ovoga incidenta klub je bio kažnjen s 300.000 čeških kruna, a utakmica se računala kao pobjeda Prostějova u iznosu 3:0.
Klub je prestao postojati 2000. godine, nakon spajanja u klub FK Slovan Pardubice.

## Povijesni nazivi kluba
- 1918. – AFK Lázně Bohdaneč
- 1948. – Sokol Lázně Bohdaneč
- 1994. – AFK Atlantic Lázně Bohdaneč

## Poznati igrači
- Luboš Kubík
- Marek Heinz
- Petr Kostelník
- Jiří Kaufman
- Marek Kulič

## Nagrade i postignuća
- Češka druga nogometna liga
  - Drugoplasirani (1): 1996./97.
- Bohemijska nogometna liga (treći rang)
  - Prvaci: 1995./96.